# Gu Taiqing

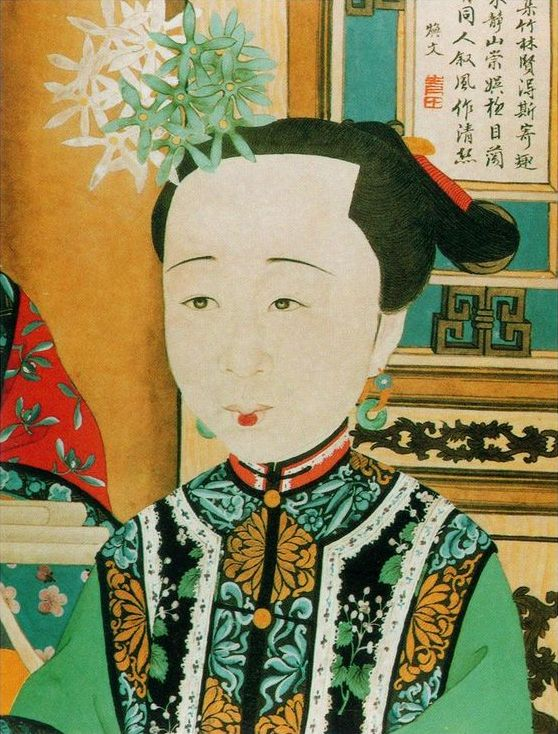
Gu Taiqing (1799-1877)

Gu Taiqing (1799-1877) nació en el seno de una familia manchú acomodada (clan Xilin Jueluo) y es considerada como una de las mejores poetas de la dinastía Qing, cuya propiedad intelectual asciende a 1000 escritos, según distintos estudios. Algunos han sido traducidos en ediciones modernas por autores como David McCraw, Grace S. Fong, Irving Yucheng Lo o la propia Widmer. Es concretamente conocida por ser la autora real de Sueño en el pabellón rojo (Honglou meng).

## Trayectoria literaria y vida
Casada y con cinco hijos, mantenía una distante relación con su familia política, que se intensificó tras la muerte de su marido en 1838 y la salida de sus descendientes de Pekín por deseo de los padres del difunto esposo. Esto ocasionó altibajos económicos que se solventaron con la venta de distinto patrimonio personal, especialmente joyas y obras de arte.
Gu había finalizado Sueño en el pabellón rojo casi en 1861, su novela estrella y la cual le ha otorgado mayor prestigio. No obstante, esta no vio la luz hasta después de su muerte y bajo el seudónimo masculino de Cao Xuequin. Entre las múltiples razones que explican el porqué de la elección de Gu de publicar la obra de forma póstuma, podemos aludir las circunstancias familiares anteriormente mencionadas o los tabúes existentes en la época en relación a la novela, considerada un género literario inferior. 
No menos importante para comprender el porqué es el papel secundario de la mujer en la sociedad, que se centraba en el hogar y las labores domésticas; que cambiase de idea o simplemente esperara a que el mercado novelístico fuese más favorable, como sucediera a partir de la segunda mitad del siglo, cuando surge una tendencia e interés por la renovación literaria que se materializa por la concesión de mayor protagonismo y aceptación de las novelas.
La empresa editora Juzhen tang fue la encargada de publicar Sueño en el pabellón rojo, uno de los cuatro clásicos  literarios chinos más importantes, junto a Romance de los tres reinos (1330), de Luo Guanzhoug; A la orilla del agua (1373), de Shi Naian, y Viaje al Oeste (1590), de Wu Cheng. En un primer momento la obra estaba plasmada en manuscritos, pero en pocos años pasó a estar reproducida en libros con un volumen superior a las 2.000 páginas.

## Sueño en el pabellón rojo
Es una obra maestra de la literatura de China y una de las cuatro novelas clásicas chinas. Fue redactada a mediados del siglo XVIII durante la Dinastía Qing, atribuido a Cao Xueqin. La obra ha dado lugar al campo de la rojología y está generalmente reconocida como el apogeo de las novelas clásicas chinas.
Sueño en el Pabellón Rojo narra la historia de un poderoso clan familiar durante el último siglo de esplendor de la dinastía Qing. El eje central de la novela es el amor trágico entre Jia Baoyu y su prima Lin Daiyu, dos jóvenes que rechazan todo aquello que se espera de ellos según la rígida moral feudal. Baoyu es inteligente e impetuoso, Daiyu es hermosa y frágil. Sus almas están destinadas a encontrarse en un mundo de intrigas, lujos y placeres cuando la arrogante aristocracia imperial empieza a mostrar su declive.